# Anelaphus nitidipennis
Anelaphus nitidipennis es una especie de escarabajo longicornio del género Anelaphus, categorizada en la tribu Elaphidiini, de la subfamilia Cerambycinae. Fue descrita por Chemsak & Linsley en 1968.

## Descripción
Mide 12-15 mm de longitud.

## Distribución
Se distribuye por Guatemala y México.